# 小柳綾華
小柳 アヤカ（こやなぎ あやか、1988年12月13日 - ）は、日本のモデル。石川県金沢市出身。
身長174cm。血液型O型。

## 人物・来歴
石川県立金沢錦丘中学校・高等学校卒業。
アメリカ合衆国ニューヨークへ留学。
2009年ミス・ユニバース・ジャパンファイナリスト。
帰国後　数々のショーやCM 広告に出演。
2022年ヘルドッグスにて映画デビュー。

## 出演

### CM
- 日産 TVCM 「BATTERY CHALLENGE」篇
- UNIQLO TV-CM「LifeWear・ニット」篇
- DHC TVCM リバイタライジング ブースターセラム 「GLASS BLOCK」篇
- 花王 アジエンス
- 日清　カップヌードル

### 広告
- ANA 「avatar-in」
- Panasonic エコソリューションズ社「システムバスルーム 酸素美泡湯」
- Panasonic「ほっとくリーンフード」(スチール・WEB)
- Nike SPORTSWEAR「NIKE AERO TECHLOFT」
- 島精機製作所「16'Knit Collection SS」(スチール・WEB・メ イキングビデオ)
- BRILLIAGE イメージビジュアル(カタログ・WEB)

### 映画
- ヘルドッグス（2022年09月16日、東映） - ミスチャオ 役